# Полонийгольмий
Полонийгольмий — бинарное неорганическое соединение,
полония и гольмия
с формулой HoPo,
кристаллы.

## Получение
- Сплавление стехиометрических количеств чистых веществ:

{\displaystyle {\mathsf {Po+Ho\ {\xrightarrow {T}}\ HoPo}}}

## Физические свойства
Полонийгольмий образует кристаллы
кубической сингонии,
пространственная группа F m3m,
параметры ячейки a = 0,6200 нм, Z = 4,
структура типа хлорида натрия NaCl
.